# Coal Creek (Contea di Boulder, Colorado)
Coal Creek è un centro abitato (census-designated place) degli Stati Uniti d'America, situato nella contea di Boulder dello Stato del Colorado. Nel censimento del 2000 la popolazione era di 2.323 abitanti.

## Geografia fisica
Secondo i rilevamenti dell'United States Census Bureau, Coal Creek si estende su una superficie di 24,4 km².